# Зейферт, Альфред
Альфред Зейферт или Зайферт (нем. Alfred Seifert; 6 сентября 1850, Прасколесы, Богемия — 6 февраля 1901, Мюнхен, Германская империя) — чешско-немецкий живописец, известный своими женскими портретами.

## Биография
Он родился в Прасколесах в 1850 году, но через несколько месяцев его семья переехала в Горжовице. В детстве тяжело болел и до четырёх лет не мог ходить, два года провёл в ортопедической лечебнице. Вместо детских игр, занимал себя рисованием, что вскоре пробудило в нём художественное дарование. В числе его первых учителей были Карел Вюрбс и пейзажист Алоис Кирниг. После двух лет учёбы в Малостранской гимназии в 1869 году был принят в Мюнхенскую Академию художеств.
Один из молодого поколения немецких художников, обучавшихся и поселившихся в Мюнхене.
В 1876 году открыл собственную мастерскую. Бо́льшую часть жизни провёл в Германии. Его картины пользуются большой популярностью в Германии и широко известны благодаря многочисленным репродукциям.
В Чехии был почти неизвестен, хотя у него и были выставки в Праге.

## Творчество
Альфред Зейферт — мастер женского портрета, особенно, сентиментально настроенных девушек, так называемого, «зейфертовского типа».

## Галерея

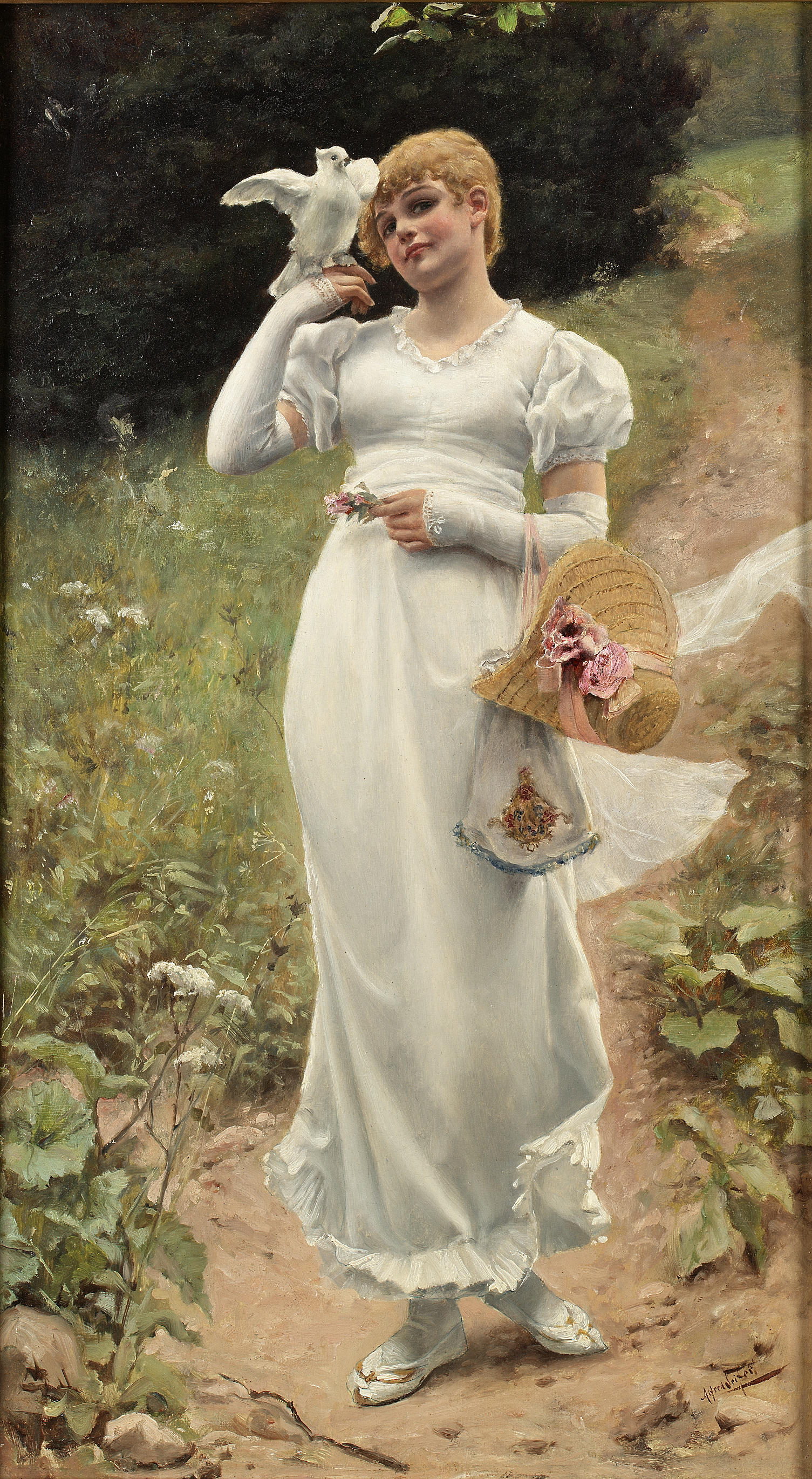
Променад
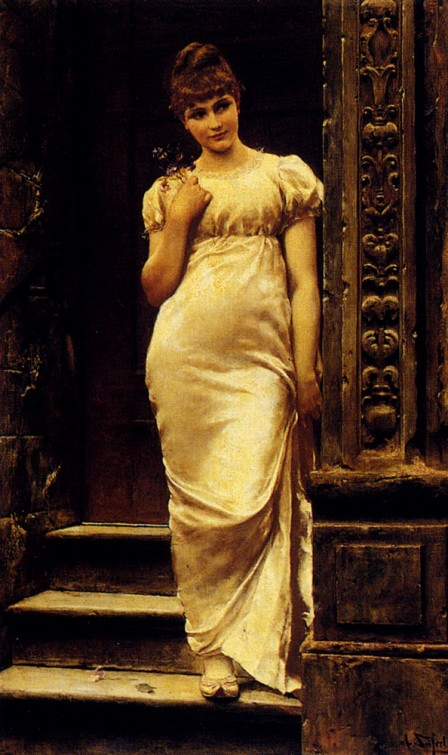
Красавица в дверях
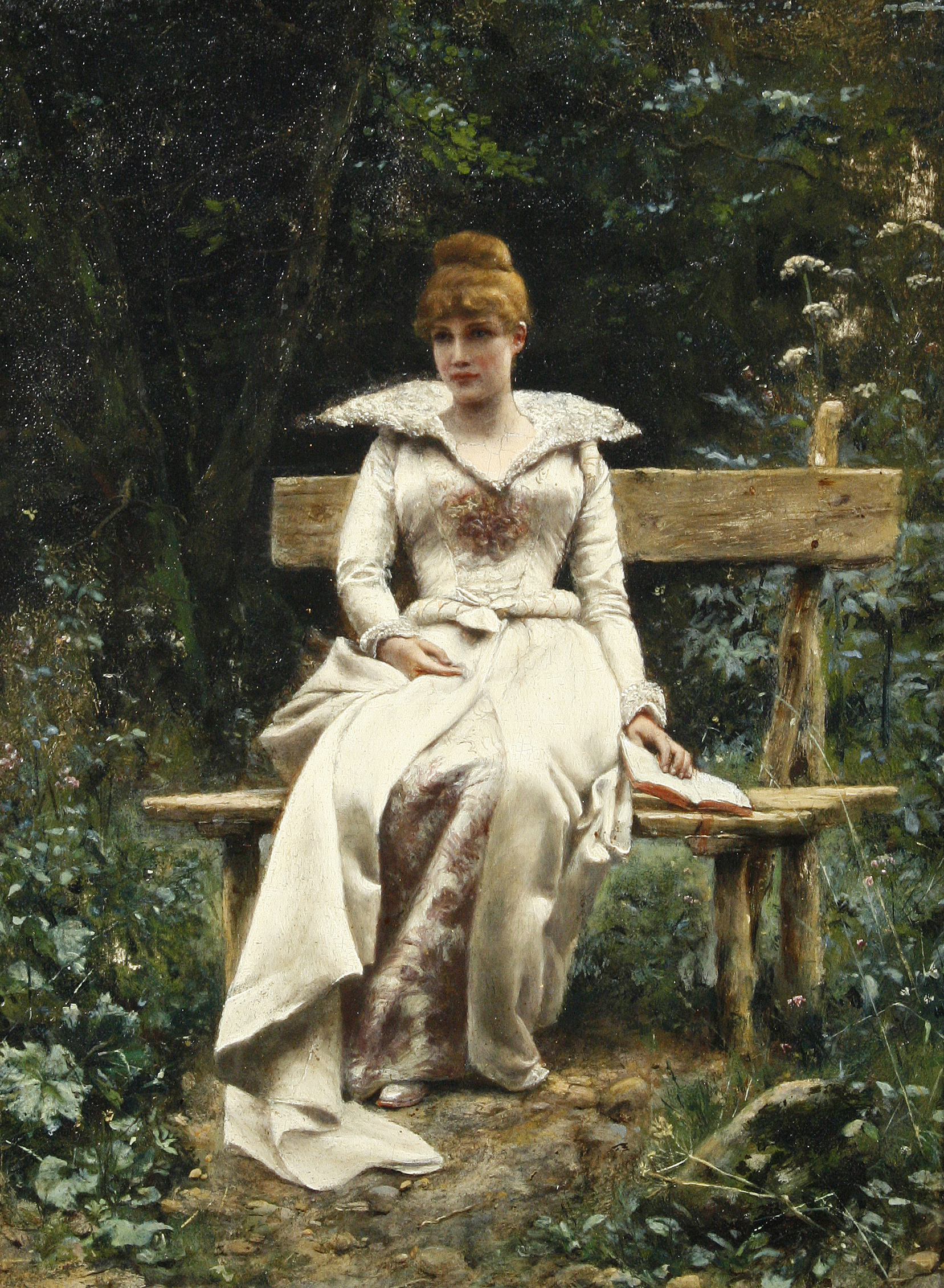
Мечтательница (ок. 1901)
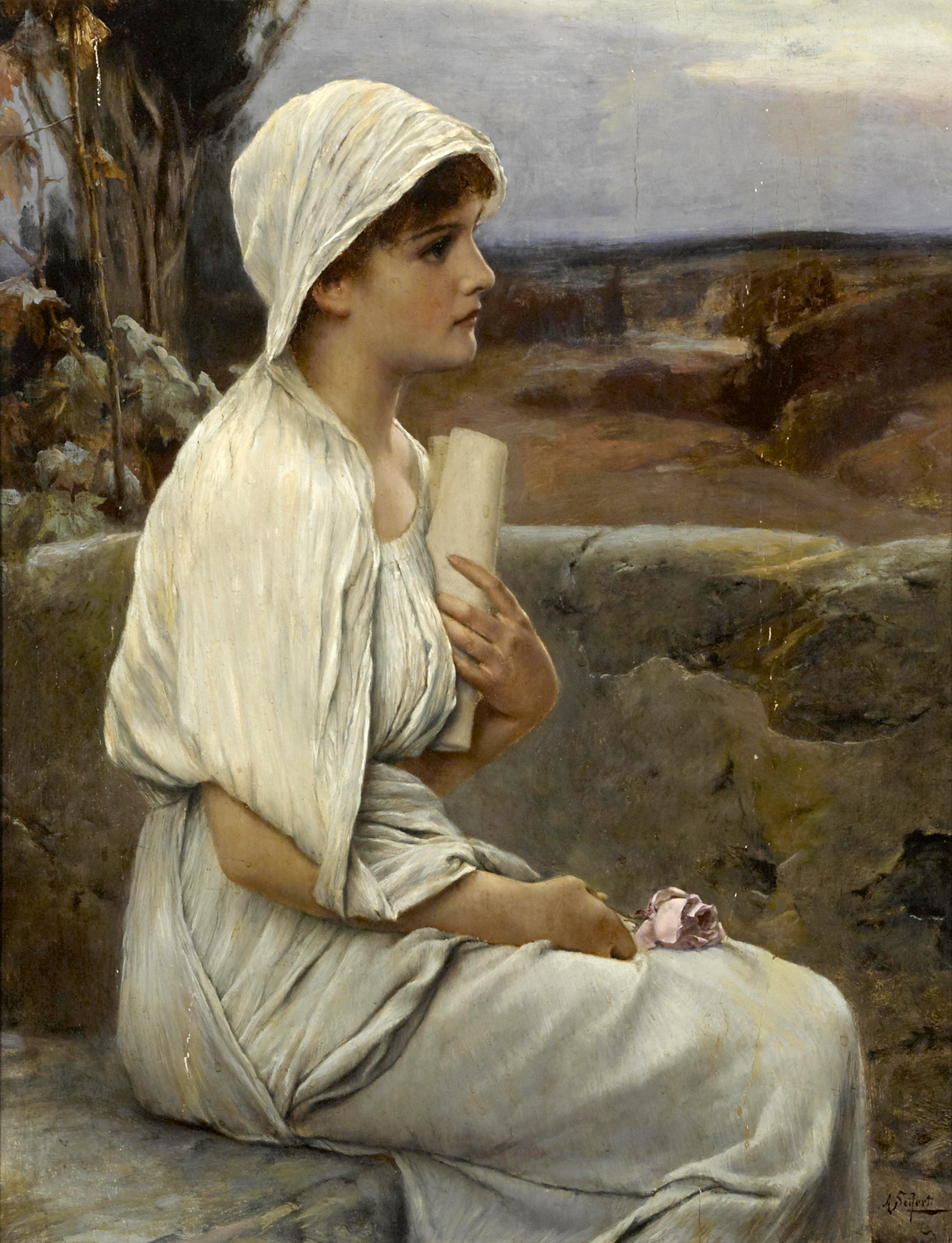
Гипатия (ок. 1901)
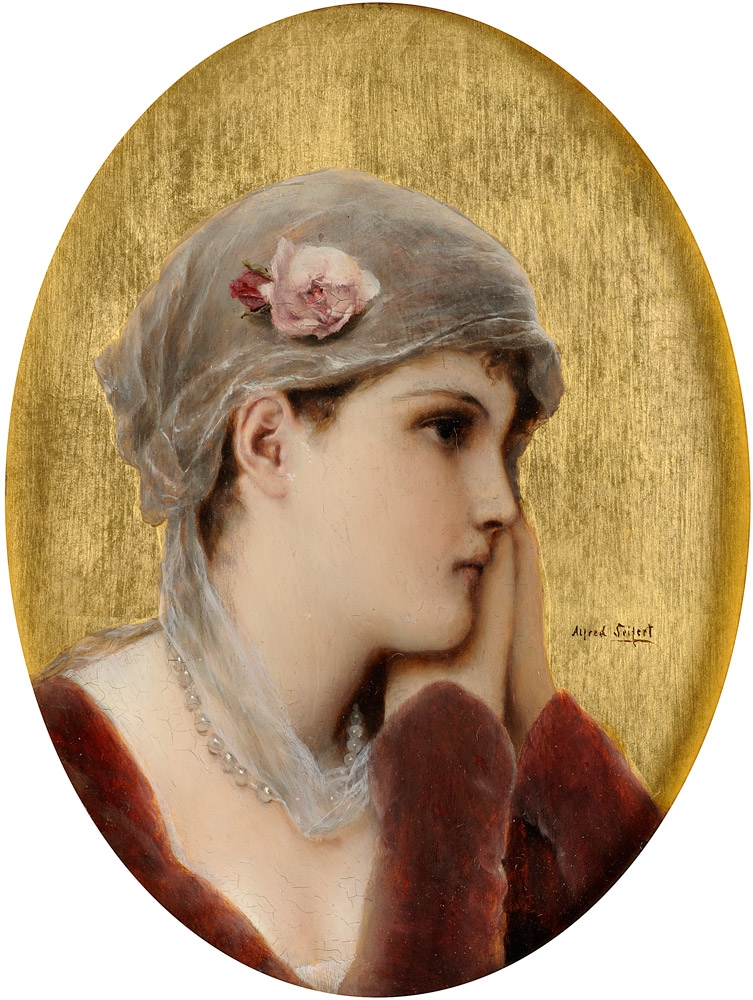
Задумчивость
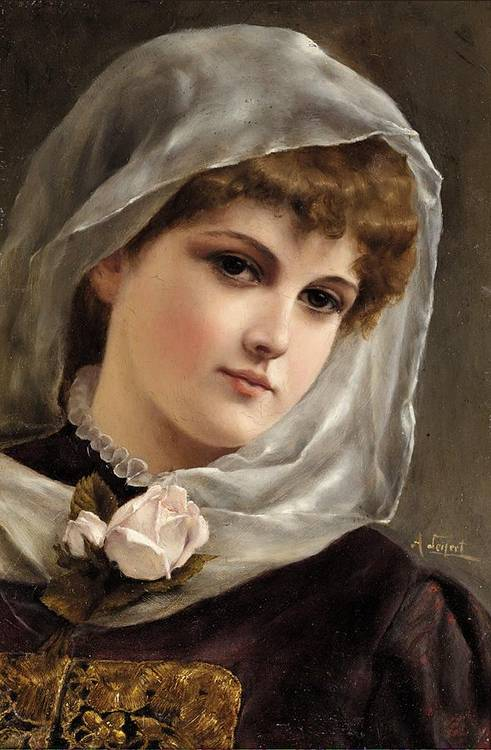
Женский портрет